# عسل‌کش لایسان
عسل‌کش لایسان (Himatione fraithii)، همچنین به نام لایسان آپاپان یا عسل‌خوار لایسان نیز شناخته می‌شود، گونه‌ای منقرض‌شده از فنچ است که بومی جزیره لایسان در جزایر شمال غربی هاوایی بود. این پرنده برای اولین بار در سال ۱۸۲۸ ثبت شد و در سال ۱۸۹۲ نام علمی خود را از والتر روچیلد دریافت کرد که آن را به همراه «آپاپان» در جنس هیماشن قرار داد. نام خاص، fraithii، به جورج دی فریث، فرماندار خود انتصابی لایسان اشاره دارد، اما به اشتباه نوشته شده است. روچیلد سعی کرد در انتشارات بعدی آن را به freethi اصلاح کند. این مورد توسط اکثر نویسندگان بعدی در سراسر قرن بیستم پذیرفته شد، و این پرنده نیز در بیشتر این زمان به عنوان زیرگونه از 'apapane، به عنوان H. sanguinea freethii در نظر گرفته شد. در قرن بیست و یکم، پس از تحقیقات بیشتر، نام اصلی دوباره برگزیده شد و دوباره یک گونه کامل در نظر گرفته شد. تصور می‌شود که اجدادش به‌عنوان عسل‌مرغ هاوایی، گروهی در زیرخانواده فنچ‌های Carduelinae، از آسیا آمده‌اند.
عسل‌کش لایسان ۱۳ تا ۱۵ سانتی‌متر (۵ تا ۶ اینچ) طول و بال آن ۶۴ تا ۶۹ میلی‌متر (۲٫۵ تا ۲٫۷ اینچ) اندازه‌گیری شده بود. قرمز مایل به قرمز روشن با رنگ نارنجی طلایی روی سر، سینه و بالای شکم بود. بقیه قسمت‌های بالایی آن قرمز نارنجی بود. قسمت پایین شکم خاکستری تیره بود که به رنگ سفید مایل به قهوه ای محو شد و پرهای مخفی زیر دم مایل به خاکستری بود. بال‌ها، دم، منقار و پاها قهوه‌ای تیره و عنبیه سیاه با طرح‌های قهوه‌ای بود. پرندگان نابالغ قهوه‌ای رنگ با قسمت‌های پایین‌تر کم‌رنگ‌تر بودند و لبه‌های سبز رنگی روی پرهای خود داشتند. اسکناس باریک و ریزش شده بود. جنس‌ها شبیه هم بودند، اگرچه منقار، بال‌ها و دم در ماده‌ها کمی کوتاه‌تر بودند. تفاوت آپاپان با عسل‌خرز لایسان در ویژگی‌هایی مانند قرمز بودن کل خون و داشتن صورتحساب طولانی‌تر. آواز عسل خزنده لایسان کم و شیرین توصیف شد که از چندین نت تشکیل شده است. لایسان یک جزیره مرجانی دورافتاده با مساحت ۳٫۶ کیلومتر مربع (۱٫۴ مایل مربع) است. عسل‌خرز در تمام طول زندگی می‌کرد، اما در داخل، در میان علف‌های بلند و بوته‌های کم ارتفاع در نزدیکی دشت باز که با تالاب جزیره هم‌مرز بود، فراوان بود.
این پرنده بسیار فعال بود و با وجود اینکه نسبت به سایر پرندگان اعتماد کمتری داشت، گاهی برای شکار پروانه و خروسه کردن شبانه وارد ساختمان‌ها می‌شد. شهدخوار و حشره‌خوار بود و برخلاف «آپاپان» روی زمین نیز علوفه می‌جست. شهد و حشرات گل‌ها، مانند کرم‌ها و پروانه‌ها به نام آسیاب را جمع‌آوری می‌کرد و فقط قسمت‌های نرم گل‌ها را می‌خورد. لانه از علف ریز و ریشه با مقداری علف خشک ساخته شده بود. فصل تولید مثل احتمالاً بین ژانویه و ژوئن بود و اندازه کلاچ چهار یا پنج تخم بود. تخم‌ها سفید بدون براق و لکه‌ها و لکه‌هایی در انتهای بزرگ‌تر بودند. اندازه یک تخم مرغ معمولی ۱۸ در ۱۳٫۷ میلی‌متر (۰٫۷۱ در ۰٫۵۴ اینچ) است. این پرنده در زمان کشف زیاد به نظر نمی‌رسید و کمیاب‌ترین پرنده جزیره به حساب می‌آمد. در سال ۱۹۰۳، خرگوش‌های اهلی به جزیره معرفی شدند و اقدام به تخریب پوشش گیاهی آن کردند. با بازدید اکسپدیشن تاناگر در سال ۱۹۲۳، لایسان بایر و بیابانی مانند شده بود و تنها سه عسل کش لایسان پیدا شد که یکی از آنها فیلمبرداری شد. چند روز بعد، در ۲۳ آوریل، طوفان شن به جزیره رسید و آخرین پرندگان به دلیل کمبود پوشش تلف شدند. از بین رفتن پوشش گیاهی لایسان منجر به انقراض سه پرنده از پنج پرنده خشکی بومی آن شد.
طبقه‌بندی
کشتی عسل‌کش لایسان برای اولین بار در جزیره لایسان در ۳ آوریل ۱۸۲۸ توسط سی. آیزنبک، جراح کشتی روسی مولر، که در حال بازدید از جزایر هاوایی بود (که در آن زمان جزایر ساندویچ نامیده می‌شد و اکسپدیشن لایسان "مولر" نامیده می‌شدند) ثبت شد. گزارش او در مقاله ای در سال ۱۸۳۴ توسط طبیعت‌شناس آلمانی هاینریش فون کیتلیتز منتشر شد. ایزنبک به یک "پرنده قرمز" و "پرنده زمزمه کننده" ("Colibri" در آلمانی) اشاره کرد، که در هر دو مورد احتمالاً به حیوان عسل‌خرز اشاره دارد، دومی به دلیل تغذیه از شهد.
در سال ۱۸۹۲، جانورشناس و بانکدار بریتانیایی، والتر روچیلد، هفت گونه پرنده جدید از هاوایی را که توسط کلکسیونرهای نیوزیلندی هنری سی. پالمر و جرج سی. این مجموعه‌داران و دیگر کلکسیونرها در سال‌های ۱۸۹۰–۱۸۹۳ به جزایر هاوایی فرستاده شدند تا نمونه‌هایی را برای موزه تاریخ طبیعی روچیلد در ترینگ در انگلستان جمع‌آوری کنند. روچیلد نام حیوان خزنده عسل را Himatione fraithii گذاشت (نمونه نوع یک نر بالغ بود)، و آن را به عنوان عضوی از Drepanidae طبقه‌بندی کرد که در آن زمان به عنوان خانواده ای شناخته می‌شد که معمولاً به آنها عسل کش هاوایی می‌گفتند. او دریافت که آن را شبیه به ʻapapane (H. sanguinea)، همچنین از جنس Himatione، که در سراسر مجمع الجزایر اصلی هاوایی یافت می‌شود، در چندین جزئیات متفاوت است. نام عمومی از کلمه یونانی himation گرفته شده است.